# Roger Peyrefitte
Roger Peyrefitte (Castres (Tarn), 17 de agosto de 1907-París, 5 de noviembre de 2000) fue un escritor e historiador francés, defensor de los derechos de los homosexuales.

## Biografía
Después de una corta carrera diplomática, fue uno de los escritores franceses más controvertidos de la segunda mitad del siglo XX. Estudió en diferentes colegios religiosos (jesuitas y lazaristas) del sudoeste de Francia y luego en la Facultad de Letras de Toulouse. Finalmente entró en la Escuela Libre de Ciencias Políticas, de donde salió como el mejor de su clase en 1930. Fue secretario de embajada en Atenas entre 1932 y 1938. De regreso a París, renunció a la carrera diplomática en octubre de 1940 por razones personales (según sus escritos, por la sospecha que en su contra se adujo de pervertir a un adolescente). Reintegrado al servicio diplomático en mayo de 1943, será destinado a París y en febrero de 1945 le obligarán a abandonar definitivamente la carrera diplomática. Ese mismo año señala el comienzo de su actividad como escritor e historiador.

### Las amistades particulares
Esta obra aparecida en 1944 (Edit. Jean Vigneau), le aportó una repentina notoriedad al obtener el premio Renaudot. El autor ya suscitaba allí el escándalo al revelar tendencias amorosas poco ortodoxas: en efecto el libro describe los amores entre dos muchachos de catorce y doce años, dentro de la atmósfera de un internado católico de varones. Si bien la sexualidad está allí tratada con discreción, lo cierto es que está siempre presente como telón de fondo de los sentimientos exacerbados de los muchachos, y también de los adultos. Como cuando el joven Alexandre le pregunta a su amigo: « "Georges, ¿Sabes esas cosas que no deberías saber? »
Se puede leer esta conmovedora historia como el enfrentamiento trágico, en el seno de una comunidad exclusivamente masculina, de dos "religiones": la de Cristo y la de los muchachos. Cada uno de los personajes principales es en mayor o menor medida atravesado por esta lucha entre el amor místico y el amor físico, entre el cristianismo oficial y la pedofilia secretamente triunfante. Es justamente este carácter casi místico unido a la erudición del autor, al clasicismo del estilo y a una composición rigurosa, lo que han hecho de "Las amistades particulares" un verdadero libro de culto.
Veinte años después de su publicación, la obra fue llevada al cine por Jean Delannoy (1964) recibiendo una triunfante acogida en la Bienal de Venecia. Sin tener la densidad ni la profundidad de la novela, esta adaptación es notablemente interpretada por el joven Didier Haudepin (Alexandre), Michel Bouquet (el padre de Trennes) y Louis Seigner (el padre Lauzon).
Durante el rodaje en la Abadía de Royaumont, Roger Peyrefitte (de 57 años) se enamoró perdidamente de Alain-Philippe Malagnac de Argens de Villele, quien por entonces tenía sólo 12 años. La pasión que los unió duró varios años fue el motivo entre otros de los relatos "Nuestro amor" y "El niño de corazón". En 1980 y para financiar diversos proyectos económicos de Malagnac, Roger Peyrefitte vendió sus colecciones de monedas, libros raros y esculturas antiguas. Poco después Alain-Philippe Malagnac se casó con Amanda Lear. Malagnac tuvo una muerte trágica en el incendio de su casa tres meses después de la muerte de Roger Peyrefitte.

### Historiador y autor satírico
En 1953, Las llaves de San Pedro, donde Peyrefitte se burlaba del papa Pío XII, fue un escándalo. Es verdad que hay allí múltiples alusiones veladas a la supuesta homosexualidad del sumo pontífice (o al menos a aquellas a las que él mismo se prestaba), pero este tratamiento velado del tema era justamente parte de un juego que -por otra parte- le atraía más lectores. Un claro ejemplo de esto (bastante atrevido por cierto) es un pasaje donde muestra a Pío XII despojándose de sus vestimentas a la manera de una hermosa mujer. Peyrefitte, al principio, llama al papa "Su Santidad", lo que le permite a continuación y siempre que se refiere al papa utilizar el pronombre femenino "Ella" para el resto de la narración (porque "Santidad" es femenino). Y termina con esta frase en la que Pio XII recupera instantáneamente el género masculino: «Sin duda ¿querría él poner un término a este desvestirse?, ¿Él, que no tenía límites? ». François Mauriac (miembro de la Academia Francesa desde 1933 y Premio Nobel de Literatura en 1952) amenazó con dejar L'Express si este semanario continuaba haciendo publicidad de este libro. El enfrentamiento entre los dos escritores se exacerbó aún más cuando se difundió el film Las amistades particulares y culminó con una muy agresiva carta abierta publicada por Peyrefitte que no dudó en poner en tela de juicio del gran público las costumbres de homosexual no asumido de Mauriac y tratarlo de Tartufo (es decir de hipócrita).
Las llaves de San Pedro (Les Clés de saint-Pierre) nos hace una gran cantidad de revelaciones, que nos llevan a preguntarnos de quién podría haberlas obtenido Peyrefitte. En Conversaciones secretas (Propos secrets) revela el nombre de su informante: Mons. Léon Gromier, canónigo de San Pedro, Consultor de la Sagrada Congregación de los Ritos y Protonotario Apostólico. Este eclesiástico parece haber estado bastante al corriente de lo que pasaba en el Vaticano. Así lo testimonia Mons. François Ducaud-Bourget, quien escribió un libro sobre la canonización de Pío X. Éste había pedido un documento al futuro cardenal Ferdinando Giuseppe Antonelli (no confundir con el actual cardenal Ennio Antonelli, que sólo tenía dieciocho años por aquel entonces), quien le respondió que se trataba de una pieza secreta que él se rehusaba a dar a conocer. Mons. Ducaud-Bourget fue a ver a su viejo amigo Mons. Gromier quien inmediatamente le franqueó el acceso al documento prohibido (in François Ducaud-Bourget, La Masonería negra o la verdad sobre el Integrismo, Ed. Nicolas Imbert, Niort, 1974).
Tal como nos lo describe Peyrefitte, este esclarecido informante parece haber sido un hombre más bien austero, profundamente creyente y de costumbres irreprochables, que estaba escandalizado por todo lo que él veía a su alrededor y era de aquellos que piensan que "destapar" los escándalos es la única manera de eliminarlos. Con frecuencia se cree que él sirvió de modelo para el personaje de Mons. Belloro, quien justamente era Prefecto de la Sagrada Congregación de los Ritos y en quien muchos no querrían ver sino a un personaje puramente imaginario. 
Las novelas muy documentadas de Roger Peyrefitte están basadas en hechos reales, ya sean históricos o de actualidad. La mayor parte de estas obras constituyen esencialmente sátiras incluso cuando se trata de hechos de la realidad (cf. Las embajadas).
Algunas de estas obras están dirigidas a los especialistas (Los Caballeros de Malta, Los judíos) y si bien el humor de Peyrefitte permanece atractivo, algunas otras de sus obras se tornan un tanto difíciles para los profanos (Los hijos de la Luz).
En la mayoría de sus obras que tratan sobre temas contemporáneos, él no dejó de denunciar a las personas que habrían tenido las mismas costumbres que él mismo y que intentaban ocultarlas, como Henry de Montherlant (que él describe la mayoría de las veces bajo el pseudónimo “transparente” de Lionel de Beauséant) y aunque cueste creerlo al secretario general de las Naciones Unidas o incluso al papa Juan XXIII (« que los que estaban familiarizados con el Vaticano llamaban Juana », según escribió en Conversaciones Secretas ). Roger Peyrefitte no dejaba de denunciar de sobra las demás ignominias de las personas que él ponía en escena para entretener al lector, lo que lo hacía frecuentemente temible. Una de las raras personalidades a la cual él elogió fue a su amiga la cantante Sylvie Vartan (cf. El niño de corazón).

### El hombre que gustaba de los muchachos
Peyrefitte siempre se proclamó abiertamente homosexual, o más bien pederasta: «¡Me encantan los corderos, no los carneros!» (J'aime les agneaux, pas les moutons !). Más todavía que André Gide, y al contrario de Henry de Montherlant de quien él fue durante largo tiempo amigo y cómplice. Peyrefitte concibió su carrera literaria como una militancia en favor del amor a los efebos.
Esto no le impidió por otra parte manifestar en diversas ocasiones su simpatía por la tradición católica.
Recordemos que murió a los 93 años, después de haber recibido los sacramentos de la Iglesia.
Sus obras han sido traducidas a numerosos idiomas (entre ellos al español) pero en particular al italiano y al griego. Un periódico de gran tirada de Atenas, publicó sus obras (en griego) bajo la forma de fascículos hacia finales de los años 1970, con el pseudónimo de Rozé Perfit.

## Obras
No toda la obra de Peyrefittte se ha traducido al español. Durante los años 1960 y 1970, la Editorial Sudamericana, de Buenos Aires, publicó una gran parte de ella. No sería hasta los inicios de este siglo cuando la Editorial Egales, especializada en literatura LGBT, retomó la edición de alguno de sus títulos más emblemáticos. 
A continuación se detalla la relación cronológica de toda la producción literaria de este autor, con indicación de la editorial donde por primera vez apareció la obra y, a continuación, las ediciones en español conocidas. 
- 1944 - Las amistades particulares (Les amitiés particulières), novela, Éd. Jean Vigneau. Ediciones en español: Buenos Aires, Edit. Sudamericana, 1971; Barcelona,  Edhasa, 1978 y Madrid/Barcelona, Egales, 2000.(esta con prólogo de Luis Antonio de Villena.)
- 1947 - Mademoiselle de Murville, novela, Éd. Jean Vigneau.
- 1947 - El Príncipe de las Nieves, drama en 3 actos, Éd. Jean Vigneau.
- 1948 - El Oráculo (L'Oracle), novela, Jean Vigneau (ed. definitiva en 1974)
- 1949 - Los amores singulares (Les Amours singulières), novela, Jean Vigneau. Buenos Aires, Tirso, 1961 y Ed. Sudamericana, 1971.
- 1950 - La muerte de una madre (La Mort d'une mère), Éd. Flammarion. Buenos Aires, Edit. Sudamericana, 1960.
- 1951 - Las embajadas (Les Ambassades), novela, Éd. Flammarion. Buenos Aires, Ed. Sudamericana, 1960.
- 1951 - Las obras libres (Les Œuvres libres) - Roger Peyrefitte, etc. Éd. Arthème Fayard.
- 1952 - Del Vesubio al Etna (Du Vésuve à l'Etna), relato, Éd. Flammarion.  Buenos Aires, Ed. Sudamericana, 1972.
- 1953 - El Fin de las embajadas (La Fin des ambassades), novela, Éd. Flammarion.  Buenos Aires, Edit. Sudamericana, 1957.
- 1954 - Los amores (Les Amours) de Lucien de Samosate (traducción del griego), Éd. Flammarion.
- 1955 - Las llaves de San Pedro (Les Clés de saint Pierre), novela, Éd. Flammarion. Barcelona, Edhasa, 1981.
- 1956 - Jeunes proies, Éd. Flammarion.
- 1957 - Los Caballeros de Malta (Les Chevaliers de Malte), Éd. Flammarion. Buenos Aires, Edit. Sudamericana, 1958.
- 1959 - El exiliado de Capri (L'Exilé de Capri), Éd. Flammarion. Buenos Aires, Edit. Sudamericana, 1960 y Madrid/Barcelona, Egales, 2006.
- 1960 - Le Spectateur nocturne, dialogue dramatique, Éd. Flammarion.
- 1961 - Los hijos de la luz (Les Fils de la Lumière), estudio sobre la masonería, Éd. Flammarion. Buenos Aires, Edit. Sudamericana, 1962.
- 1963 - La naturaleza del príncipe (La Nature du prince), Éd. Flammarion. Buenos Aires, Edit. Sudamericana, 1965 y Barcelona, Navona, 2007.
- 1964 - Les Secrets des conclaves, Éd. Flammarion, 1964
- 1965 - Los judíos (Les Juifs), Éd. Flammarion. Buenos Aires, Edit. Sudamericana, 1966.
- 1967 - Notre amour, Éd. Flammarion.
- 1968 - Los norteamericanos (Les Américains), novela,  Éd. Flammarion. Buenos Aires, Edit. Sudamericana, 1969.
- 1970 - Los franceses (Des Français), novela, Éd. Flammarion. Buenos Aires, Edit. Sudamericana, 1971.
- 1971 - La Coloquinte, novela, Éd. Flammarion.
- 1972 - Manouche, Éd. Flammarion.
- 1972 - L'Enfant Amour, ensayo, Éd. Flammarion.
- 1972 - Un musée de l'amour, ilustraciones y fotografías de Marianne Haas, Éd. du Rocher.
- 1973 - La Muse garçonnière, textos traducidos del griego, Éd. Flammarion.
- 1976 - La vida increíble de Legros o Cuadro de Caza (Tableaux de chasse, ou la vie extraordinaire de Fernand Legros), Éd. Albin Michel.  Madrid, Ultramar, 1977 y 1983.
- 1977 - Propos secrets (tomo 1), Éd. Albin Michel.
- 1977 a 1981 - Trilogie sur Alexandre le Grand, Éd. Albin Michel 
  - I. -   La Jeunesse d'Alexandre, 1977
  - II. -  Les Conquêtes d'Alexandre, 1979
  - III. - Alexandre le Grand, 1981
- 1980 - Propos secrets (tomo 2), Éd. Albin Michel.
- 1978 - L'Enfant de cœur,  Éd. Albin Michel.
- 1979 - Roy, novela, Éd. Albin Michel. Barcelona/Madrid, Egales, 2008.
- 1982 - L'Illustre Écrivain, Éd. Albin Michel.
- 1983 - Henry de Montherlant - Roger Peyrefitte - Correspondance: (1938-1941), presentación y notas de R. Peyrefitte y Pierre Sipriot, Éd. Robert Laffont.
- 1983 - La sotana roja (La Soutane rouge), Éd. du Mercure de France. Barcelona, Plaza & Janés, 1983 y 1995.
- 1985 - Doucet Louis, raconté par... fotografías de Rosine Mazin, Éd. Sun.
- 1985 - Voltaire, sa jeunesse et son temps, biografía, Éd. Albin Michel.
- 1992 - Voltaire et Frédéric II, Éd. Albin Michel.
- 1991 - Réflexions sur De Gaulle, Paris, Éd. Régionales.
- 1993 - Le Dernier des Sivry, novela, Mónaco, Éd. du Rocher.
- 1996 - Retour en Sicile,  Mónaco, Éd. du Rocher.